# Shutdown (máy tính)
Để shut down hoặc tắt nguồn một máy tính là cách làm mất đi nguồn điện từ các thành phần chính của máy tính. Sau khi máy tính đã tắt, thành phần chính như CPU, RAM và ổ đĩa cứng sẽ bị mất điện.

## Thực thi

### Windows
Trên Microsoft Windows, một PC hoặc máy chủ sẽ tắt khi chọn Shutdown từ Start menu trên desktop. Tùy chọn bao gồm tắt đi hệ thống và nguồn, tự động khởi động hệ thống sau khi tắt, hoặc chuyển hệ thống sang chế độ chờ stand-by mode. Nó còn có lệnh shutdown lệnh có thể thực thi trong cửa sổ lệnh shell. shutdown.exe là dòng lệnh ứng dụng tắt nó có thể tắt máy tính của người sử dụng hoặc một máy tính khác trong mạng người dùng.
Không giống như các hệ điều hành khác, Windows có các lệnh ngăn cấm chọn người dùng từ việc tắt máy tính. Trên một PC tại nhà, mỗi người dùng có thể có nhiều tùy chọn tắt máy, nhưng máy tính trong một hệ thống mạng lớn (như Active Directory), người quản lý có thể thu hồi quyền tắt máy tính của người dùng. Ngày nay có nhiều phần mềm tiện ích có thể tự động làm nhiệm vụ tắt máy tính, cho phép máy tính điều khiển tự động. Trang Windows Shutdown liệt kê ra những phần mềm tiện ích có thể tự động thực hiện việc tắt máy.
Trên Windows, một ứng dụng có thể tắt hệ thống được gọi là ExitWindowsEx hoặc hàm NtShutdownSystem.

### Mac OS X
Trên Mac OS X máy tính có thể tắt bằng cách chọn "Shut Down…" từ Apple Menu hoặc nhấn phím nguồn để gọi hộp thông báo quản lý nguồn và chọn nút "Shut down". Người quản lý có thể sử dụng lệnh Unix shutdown.

## Liên kết
- shutdown.cc Lưu trữ ngày 22 tháng 10 năm 2020 tại Wayback Machine – an article about various ways of automated and manual shutting down of Microsoft Windows